# Protein N-terminal metiltransferaza
Protein N-terminal metiltransferaza (EC 2.1.1.244, NMT1 (gen), METTL11A (gen)) je enzim sa sistematskim imenom S-adenozil--metionin:N-terminal-(A,P,S)PK-(protein) metiltransferaza. Ovaj enzim katalizuje sledeću hemijsku reakciju
(1) 3 -adenozil--metionin + -terminal--[protein] {\displaystyle \rightleftharpoons } 3 -adenozil--homocistein + -terminal--trimetil--[protein] (sveukupna reakcija)
(1a) -adenozil--metionin + -terminal--[protein] {\displaystyle \rightleftharpoons } -adenozil--homocistein + -terminal--metil--[protein]
(1b) -adenozil--metionin + -terminal--metil--[protein] {\displaystyle \rightleftharpoons } -adenozil--homocistein + -terminal--dimetil--[protein]
(1c) -adenozil--metionin + -terminaL-N,N-dimetil-N-(A,S)PK-serin-[protein] {\displaystyle \rightleftharpoons } -adenozil--homocistein + -terminal--trimetil--[protein]
(2) 2 -adenozil--metionin + -terminal-PPK-[protein] {\displaystyle \rightleftharpoons } 2 -adenozil--homocistein + -terminal--dimetil--PPK-[protein] (sveukupna reakcija)
(2a) -adenozil--metionin + -terminal-PPK-[protein] {\displaystyle \rightleftharpoons } -adenozil--homocistein + -terminal--metil--PPK-[protein]
(2b) -adenozil--metionin + -terminal--metil--PPK-[protein] {\displaystyle \rightleftharpoons } -adenozil--homocistein + -terminal--dimetil--PPK-[protein]
Ovaj enzim metiliše N-terminus ciljnih proteina koji sadrže N-terminalni motiv [ nakon odsecanja inicijatora L-metionina. Kad je terminalna aminokiselina L-prolin, ovaj enzim katalizuje dve uzastopne metilacije alfa-amino grupa.

## Literatura
- Nicholas C. Price; Lewis Stevens (1999). Fundamentals of Enzymology: The Cell and Molecular Biology of Catalytic Proteins (Third изд.). USA: Oxford University Press. ISBN 019850229X.
- Eric J. Toone (2006). Advances in Enzymology and Related Areas of Molecular Biology, Protein Evolution (Volume 75 изд.). Wiley-Interscience. ISBN 0471205036.
- Branden C; Tooze J. Introduction to Protein Structure. New York, NY: Garland Publishing. ISBN 0-8153-2305-0.
- Irwin H. Segel. Enzyme Kinetics: Behavior and Analysis of Rapid Equilibrium and Steady-State Enzyme Systems (Book 44 изд.). Wiley Classics Library. ISBN 0471303097.

## Spoljašnje veze
- Protein+N-terminal+methyltransferase на 